# Патаниоти, Николай Юрьевич
Патаниоти (Панаиотти), Николай Юрьевич (? — 23 февраля (7 марта) 1838) — контр-адмирал, участник русско-турецкой войны.

## Биография
В 1796 году поступил волонтером на русскую службу в Черноморский флот. 13 марта 1797 года произведен в гардемарины.
Заграничное плавание впервые совершил в 1799 году на фрегате «Иоанн Златоуст»
Первое офицерское звание мичмана получил в 9-го мая 1801 году. После чего с 1802 по 1809 годы нес службу в Средиземном и Адриатическом морях на фрегате «Михаил» и других судах.
Произведен в лейтенанты в 1809 году, а в следующем году возвратился по суше из Триеста в Николаев и на корабле «Ратный» пошел к турецким берегам до Анапы и Варны, затем возвратился в Севастополь, а оттуда в Трапезунд. В 1810 году награждён орденом Святого Георгия IV степени.
С 1812 по 1818 год нес службу на разных судах.
В 1819 году получил звание капитан-лейтенанта и был назначен капитаном Карантинного порта в Одессе. Занимал должность до конца 1819 года, после чего по распоряжению главного командира Черноморского флота определен командиром транспортной флотилии из 12 судов, назначенной для перевозки провианта в Мингрельские и Крымские магазины под начальством графа А. Ф. Ланжерона.
Переведен в 36-й флотский экипаж в 1820 году, а в следующем году «за мужество, оказанное в Евпаторийском порте при спасении погибавших в шторме семи матросов, а в Одессе 12 человек», получил орден Святого Владимира 4-й степени. В 1825 году переведен в 39-й флотский экипаж и вновь назначен командиром транспортной флотилии для перевоза провианта. В этом же году получил орден Святой Анны 2-й степени.
В 1827 году получил звание капитана 2-го ранга и назначен командиром 42-го флотского экипажа и фрегата «Евстафий». С отрядом судов был отправлен к крепости Измаилу, где находился в начале русско-турецкой войны «для приготовления разных вспомогательных боевых средств».
В сражениях с турецкими войсками с 27 мая (8 июня) по 30 мая (11 июня) был ранен в левую сторону шеи и в левую руку во время высадки десанта и наводки моста близ крепости Исакчи. За выказанную храбрость был награждён золотой саблей с надписью «За храбрость», а экипаж получил знак отличия на кивера.
Принимал участие в сражениях при Тульче и при Силистрии.
В 1829 году назначен командиром 34-го флотского экипажа и 84-пушечного корабля «Чесма».
После чего был направлен Сизополь для соединения с эскадрой контр-адмирала М. Н. Кумани. Выходил в крейсерство от Сизополя до Ахтиболя и Пиады, и далее — до Константинопольского пролива и Нендераклии. По возвращении в Сизополь назначен командиром 110-пушечного корабля «Император Франц» и остался в городе для его защиты от возможных нападений противника.
В 1832 году занимал должность начальника флота в Николаеве. Произведен был в контр-адмиралы и переведен в Кронштадт начальником 1-й бригады 2-й флотской дивизии. В следующие годы принимал участие в плаваниях по Балтийскому морю. В августе 1835 года назначен командиром 1-й бригады 4-й флотской дивизии с переводом в Севастополь. Ежегодно выходил в плавания в Чёрном море, пока в 1837 году не был определен командиром Дунайских портов и 3-й бригады 5-й флотской дивизии.
Скончался 23 февраля (7 марта) 1838 года.

## Семья
Жена: Мария Анастасьевна Тригони (урождённая Метакса) - вдова капитана 2-го ранга Ивана Николаевича Тригони
 Брат: Константин Юрьевич Патаниоти.